# 美作大学
美作大学（みまさかだいがく、英語: Mimasaka University）は、岡山県津山市北園町に本部を置く私立大学。1915年創立、1967年大学設置。大学の略称は美大（みまだい）、美作（みまさか）。

## 概観
本学は、「食」「子ども」「福祉」の分野で、栄養士・管理栄養士、栄養教諭、中学校・高校教諭（家庭）、小学校教諭、幼稚園教諭、保育士、社会福祉士等の人材を養成している。

### 建学の理念
本学園は豊かな情操と知性とを育むことにより、人としての道を培い、一人の自立した人間として国際的な視点から社会に貢献できる。自由で創造的な人格の育成を目的とする。あわせて本学園は、寒さに耐え凛として薫り高い花を咲かせる白梅を学花に定め、これを目指す人間像の象徴とする。

### 理念・目的
美作大学及び美作大学短期大学部は、学園の「建学の理念」則り、教育研究の研鑽 に真摯に取組む教職員による高等学校・学術の拠点としてその社会的使命を果たしていくため、次の4点を未来に向けた本学の目的とする。
1. 専門教育と教養教育の充実、及び両者の調和を図ることにより、新しい時代の生活の向上に寄与できる、人間性豊かな専門的職業人の養成を目指す。
2. 小規模大学の特性を生かし、学生の個性を尊重し能力を向上させ、創造的で自立した人間の育成を目指す。
3. 地域社会の課題を反映させた教育研究への取組みにより、社会の発展に寄与することを目指す。
4. 地域社会の人々に対し広く学習の機会を提供し、文化の進展に寄与することを目指す。

## 沿革
1915年に岡山県苫田郡津山町（現・津山市）に津山高等裁縫学校として創立。
1951年に美作短期大学（現・短期大学部）が開学し、1967年に美作女子大学（現・美作大学）が開学。その後、2003年に共学化され美作大学へ改称された。

### 年表
（関連ある短期大学部、幼稚園の沿革も含める）
- 1915年 苫田郡教育会が津山町に津山高等裁縫学校創設
- 1951年 美作短期大学創立、家政科を設置
- 1953年 美作短期大学に英語科を増設（同学科は1958年に学生募集停止）
- 1954年 美作短期大学の家政科に栄養課程を設置（栄養士養成施設として指定）
- 1958年 美作短期大学の英語科を学生募集停止
- 1962年 美作短期大学に服飾科を増設
- 1965年 美作短期大学に保育科を増設
- 1967年 美作女子大学創立、家政学部家政学科を設置。美作幼稚園創設
- 1968年 美作幼稚園を美作女子大学附属幼稚園に名称変更
- 1969年
  - 美作女子大学の家政学部家政学科を家政学科専攻と管理栄養士専攻の2専攻とする
  - 美作短期大学の学科を家政学科、服飾学科、幼児教育学科と改称
- 1978年
  - 美作短期大学校舎を上河原校地に新築・移転
  - 美作短期大学を美作女子大学短期大学部と名称変更
- 1981年 美作女子大学家政学部家政学科学生募集停止、食物学科・児童学科に改組
- 1982年
  - 美作女子大学短期大学部の服飾学科を学生募集停止
  - 美作女子大学短期大学部の家政学科家政学専攻に生活科学・服飾デザイン・生活経営の3コース設置
- 1984年 美作女子大学短期大学部の家政学科家政学専攻生活経営コースを秘書・情報コースに名称変更
- 1988年 美作女子大学短期大学部の家政学科を生活科学科に、家政学専攻を生活科学専攻に、生活科学コースを生活文化コースに名称変更
- 1995年 美作女子大学短期大学部の生活科学科生活科学専攻秘書・情報コースを生活情報コースに名称変更
- 1997年 作陽音楽大学が倉敷市へ移転。これにより津山市唯一の大学となる。
- 2000年
  - 美作女子大学の家政学部を生活科学部に名称変更
  - 美作女子大学の生活科学部に福祉環境デザイン学科設置
  - 美作女子大学の生活科学部食物学科に管理栄養士養成課程設置
  - 美作女子大学の家政学部改組に伴い、美作女子大学短期大学部生活科学科生活科学専攻の学生募集停止
- 2001年 美作女子大学短期大学部の生活科学科食物栄養学専攻を栄養学科に名称変更
- 2002年
  - 美作女子大学短期大学部の児童学科が保育士養成施設の指定を受ける
  - 美作女子大学短期大学部に専攻科介護福祉専攻を設置
- 2003年 共学化に伴い、美作女子大学を美作大学に、美作女子大学短期大学部を美作大学短期大学部に改称。地域生活科学研究所設置
- 2005年 美作大学大学院生活科学研究科生活科学専攻修士課程を設置
- 2007年 美作大学大学院生活科学研究科生活科学専攻を博士課程（前期課程・後期課程）に改める
- 2008年
  - 美作大学生活科学部の福祉環境デザイン学科社会福祉コースを福祉のまちづくり学科社会福祉専攻に改組・名称変更
  - 美作大学生活科学部の福祉環境デザイン学科福祉建築コースを福祉のまちづくり学科建築・まちづくり専攻に改組・名称変更
  - 美作大学大学院に人間発達学研究科人間発達学専攻（修士課程）を設置
- 2010年 美作大学生活科学部児童学科の児童心理コース、教育実践コースを小学校教員養成コース、保育士・幼稚園教員養成コースに改組
- 2011年 美作大学生活科学部福祉のまちづくり学科を社会福祉学科に名称変更
- 2012年 美作大学大学院生活科学研究科博士課程の後期課程を学生募集停止
- 2015年 美作学園創立100周年
  - 美作学園創立100周年記念式典開催
  - 学園創立100周年記念館竣工
  - 美作大学大学院生活科学研究科博士前期課程を美作大学大学院生活科学研究科修士課程に名称変更
- 2016年 100周年記念館開館
- 2017年 美作大学創立50周年

## 基礎データ

### 所在地
- 岡山県津山市北園町50

### 学部・学科
- 生活科学部
  - 社会福祉学科
  - 児童学科
    - 小学校教員養成コース
    - 保育士・幼稚園教員養成コース

  - 食物学科（管理栄養士養成課程）

- 短期大学部（詳細は美作大学短期大学部を参照のこと）
  - 栄養学科
  - 幼児教育学科
  - 専攻科
    - 介護福祉専攻

### 大学院
- 生活科学研究科
  - 生活科学専攻（修士課程）
- 人間発達学研究科
  - 人間発達学専攻（修士課程）

### 附属機関
- 美作大学図書館
- 美作大学附属幼稚園
- 地域生活科学研究所

## 学生活動

### 学友会
学友会が以下の組織で構成されている。詳細はリンク先参照のこと。
- 執行部
- 白梅祭実行委員会
- エコアクション委員会
- クラブサークル連合会

### 部活動
体育系クラブ・サークルが22、文科系クラブ・サークルが26ある。詳細はリンク先参照のこと。

### 県人会
県外からの学生が集まった県人会活動が活発である。沖縄県人会など7つの県人会がある。詳細はリンク先参照のこと。

### 学園祭
- 白梅祭  10月中旬に学友会及びクラブ・サークル・県人会などが参加し、ステージイベント・模擬店・展示の他、プロライブ・講演会が行われる。

## 大学関係者

### 客員教授
- 片山善博
- 増田寛也
- 山田啓二
- 尾﨑正直
- 関根千佳
- 真壁昇

### 出身者
- 猪頭香緒里（女子競輪選手、スノーボード選手）

## 系列学校
- 岡山県美作高等学校

## 対外関係

### 他大学との協定

#### 国内大学
- 放送大学[1]

## 交通アクセス
- 交通アクセス：JR西日本姫新線・津山線津山駅より中鉄バス「スポーツセンター」行き、もしくは「東一宮車庫」行きに乗車、「美作大学前」下車、徒歩５分。